# Fat·h-Alí Xah Qajar
Fat·h-Alí Xah Qajar (25 de setembre de 1772-23 d'octubre de 1834) nascut Baba-Khan, fou el segon xa de la dinastia qajar de Pèrsia. Era fill de Hussayn Kuli-Khan (1749-1777) germà d'Agha-Muhàmmad Xah.
El seu oncle, en un intent per reconciliar els qajar amb Fat·h-Alí-Khan Develu, el va casar amb una filla d'aquest darrer, que va posar la condició que la corona seria pel primer fill mascle nascut d'aquest matrimoni per damunt de dos germanastres, els dos fills grans de Fat·h-Alí Xah, Muhàmmad-Alí Mirza i Muhàmmad-Kuli Mirza. Així Abbàs Mirza, que va néixer el 1789, fou declarat hereu del llavors hereu.
Fou governador de Fars, Kirman i Yazd i fou designat hereu pel seu oncle Agha-Muhàmmad Xah (1796/1797). A la mort assassinat del seu oncle era a Siraz i es va dirigir a Teheran on Mirza Muhammad Shah Qajar s'havia fet fort esperant la seva arribada. Mentre el primer ministre Hadjdji Ibrahim va agafar el comandament de les tropes i va retornar a Teheran. Així va pujar al tron el 1797 sent coronat el 19 de març de 1798 i va regnar més de 38 anys. Sadik Khan Shakaki, que se li oposava, fou derrotat a Qazwin. També va derrotar la revolta de son germà Fath Ali Husayn Kuli Mirza i de Muhammad Khan ibn Zaki Khan al Khurasan.
El 1798 es va aliar a la Companyia Britànica de les Índies Orientals contra l'afganès Zaman Shah i un tractat comercial i polític es va signar el 1801 amb Sir (després Lord) John Malcom. El 1802 va rebutjar una aliança amb França contra Rússia i el 1804 es va reprendre la guerra entre Pèrsia i Rússia i va demanar ajut als britànics que no li van atorgar al·legant que l'acord existent era contra França i no contra Rússia. Fat·h-Alí Xah volia consolidar les regions més septentrionals de la seva dinastia Qajar per assegurar la terra prop de la costa sud-oest de la mar Càspia (actuals Azerbaidjan) i Transcaucàsia (actuals Geòrgia i Armènia). Igual que el seu homòleg persa, el Tsar de Rússia Alexandre I també era nou en el tron i igualment decidit a controlar els territoris en disputa. La guerra va acabar amb el Tractat de Gulistan, que va cedir la gran majoria dels territoris prèviament en disputa a la Rússia Imperial.
El 20 de març de 1799 Abbas Mirza fou proclamat príncep hereu amb el títol de Nayeb al-Sultana i se li va confiar el govern de l'Azerbaidjan. Va participar en la submissió del cap kurd Djafar Quli Khan Dombali al que va derrotar a prop de Salmas. El seu germà gran Muhammad Ali Mirza (de mare georgiana) fou confirmat com a governador de Kirmanshah; el fill Husayn Ali Mirza (Farman Farma) fill d'una dona àrab del Khurasan, fou nomenat governador de Fars; Muhammad Wali Mirza fou nomenat al Khurasan i el segon fill, Muhammad Kuli Mirza al Mazanderan; més tard altres prínceps van rebre també governs però com que eren molt joves se'ls va nomenar visir que eren els autentics governadors.
El 1805 un enviat francès va anar a Teheran i Fath va negociar el seu ajut; França va enviar assessors militars (1806) dirigits pel general Gardane, i es va signar el tractat de Finkenstein (1807) que no obstant va quedar anul·lat molt poc després pel tractat entre França i Rússia de Tilsit.
Pel perill d'intervenció francesa, Gran Bretanya va reprendre els contactes i Sir Harold Jones va signar un tractat preliminar (1809) i després un de definitiu el març de 1812, substituït el 1814 pel tractat de Teheran pel que Pèrsia hauria d'evitar el pas de qualsevol exèrcit pel seu territori en direcció a l'Índia a canvi d'ajuts i subsidis britànics en cas d'invasió. El 1813, amb els russos a Tabriz, es va signar el tractat de Gulistan amb Rússia que va donar Geòrgia i altres districtes del Caucas i el dret de navegació exclusiu per la mar Càspia als russos. Aquest mateix any una revolta al Khurasan instigada per Mahmud Shah de l'Afganistan, va provocar la reacció persa que va atacar Herat però va fracassar.
Del 1821 al 1823 va estar en guerra amb l'Imperi Otomà, fins al Tractat of Erzurum el 1823 pel què els dos contendents acceptaven les fronteres establertes pel Tractat de Zuhab de 1639. El 1826 es va reprendre la guerra amb Rússia al final de la qual Pèrsia va perdre Yerevan i Nakhitxevan i es va confirmar el dret exclusiu de navegació a la mar Càspia pels russos. El tractat de pau de Turkmanchay fou complementat el mateix dia amb un tractat comercial que donava avantatges als russos inclòs el dret d'extraterritorialitat (1828), i el subsidi pactat amb els britànics fou eliminat del tractat de 1814.
El 1818 el xa va insistir amb Rússia perquè, seguint el tractat de Gulistan, reconegués Abbas Mirza com a hereu, ja que sospitava que el virrei rus del Caucas Yemolov estava intrigant amb Muhammad Ali Mirza. Aquest mateix Abbas Mirza any va rebre els ingressos de Gilan per reforçar la seva posició, i va posar sota la seva autoritat als governadors de Qazwin i Khamsa (que estaven en el camí entre Tabriz i Teheran). En esclatar la guerra d'independència de Grècia el 1821, Muhammad Ali Mirza, governador de Kermanshah, germà i rival d'Abbas Mirza, es va revoltar amb suport turc i es va acostar a Bagdad; el príncep Abbas Mirza va dirigir la campanya a Kurdistan.
El 1828 d'acord amb el tractat de Turkomančay el tsar va reconèixer a Abbas Mirza com a hereu. Els governs britànics i rus van reconèixer al príncep hereu en un intercanvi de notes.
El príncep hereu Abbas Mirza va morir a Mashad el 25 d'octubre de 1833 i el seu fill (net de Fath) Muhammad Mirza (nascut el 1807 també d'una mare de la família Develu de nom Asiya Khatun, filla de Muhammad Khan Develu i neta de Fath Ali Khan Develu) fou declarat hereu.
El 1834 va dirigir una de les expedicions que calia fer a les províncies quan retardaven el pagament fix convingut; en aquest cas es va dirigir a Fars contra Farman Farma. Va morir a Esfahan, de camí a Shiraz, el 23 d'octubre de 1834 deixant 57 esposes, 57 fills i 46 (o 48) filles. El fill Abbas Mirza, hereu presumpte, el va premorir un any (25 d'octubre de 1833) i el va succeir el fill del premort, Muhammad Shah Qadjar.
Va tenir com a primer ministre (sadr-e azam) a Hadjdji Ibrahim Khan Zand Kalantar al-Shirazi que ja havia servit al seu oncle. El 1801 en va desconfiar i el va fer cegar i executar el 14 d'abril de 1801, i diversos amics i parents foren arrestats. El seu lloc el va ocupar Mirza Muhammad Shafi Mazanderani fins al 1819 quan el va substituir Hadjdji Muhammad Husain Khan Amin al-Daula, i el 1823 Adallah Khan Amin al-Dawla fins al 1825; després Allah Yar Khan Qajar Devehlu Asaf al-Dawla va exercir fins al 1828 i aleshores va retornar al càrrec Adallah Khan Amin al-Dawla fins a la mort del xa. Cap d'ells però va gaudir de la posició d'Hadjdji Ibrahim ni va gaudir de plena confiança del xa.